# Sexto Vario Marcelo
Sexto Vario Marcelo (en latín, Sextus Varius Marcellus) (c.165 - c.215) fue un romano de la clase ecuestre, pero que más tarde fue elevado al rango senatorial.

## Biografía
Aunque tenía escasa experiencia administrativa, estaba emparentado con Septimio Severo, por lo que el nuevo emperador lo envió a Britania Romana en 197 para ayudar a Virio Lupo en la reconstrucción de la provincia. Marcelo sirvió como procurador provincial, recaudando impuestos, administrando en general las finanzas de Britania y posiblemente supervisando la apropiación de tierra privada a la res privata del emperador.
Se casó con Julia Soemias, y fue el supuesto padre de Vario Avito Basiano, posteriormente emperador romano con el nombre de Marco Aurelio Antonino, más conocido como Heliogábalo (r. 218-222).